# Фибриллярные белки

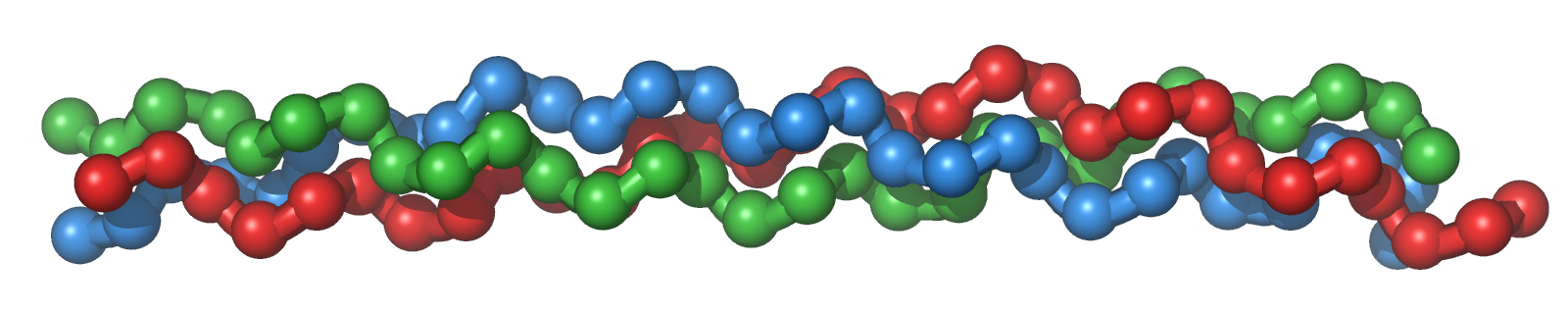
Тройная спираль коллагена

Склеропротеины или фибриллярные белки — один из трёх основных типов белков, различающихся по форме белковых молекул (наряду с глобулярными и мембранными белками). Находятся в организмах в твёрдом или пластическом состоянии, выполняют преимущественно-структурную функцию, обеспечивают механическую прочность органов, защищают от воздействий внешней среды, а также образуют опорные сетчатые структуры внутри клеток и мембран, влияя на проницаемость последних.
Фибриллярные белки имеют вытянутую нитевидную структуру, в которой отношение длинной оси молекулы к короткой (степень асимметрии) составляет от 80 до 150. Большинство фибриллярных белков не растворяется в воде, имеет большую молекулярную массу и высокорегулярную пространственную структуру, которая стабилизируется, главным образом, взаимодействиями (в том числе и ковалентными) между различными полипептидными цепями. Первичная и вторичная структура фибриллярного белка также, как правило, регулярна. Полипептидные цепи многих фибриллярных белков расположены параллельно друг другу вдоль одной оси и образуют длинные волокна (фибриллы) или слои.

## Классификация
К фибриллярным белкам относят:
- α-структурные фибриллярные белки (кератины, на долю которых приходится почти весь сухой вес волос и других роговых покровов, тропомиозин, белки промежуточных филаментов)
- β-структурные фибриллярные белки (фиброин шёлка)
- коллаген — белок сухожилий и хрящей
- эластин — белок сосудов и легких. Фибриллярные белки являются гарантом стабильности каркаса легких, его растяжимости и эластичности. Они создают нужные условия для газообмена[3].